# Sandra Kalniete
Sandra Kalniete (Togur, Óblast de Tomsk, Rusia, 22 de diciembre de 1952) es una política letona que formó parte de la Comisión Europea, brazo ejecutivo de la Unión Europea entre el 1 de mayo y el 22 de noviembre de 2004. Se la nominó como candidata para las elecciones presidenciales de 2007, pero ella misma decidió retirarse en favor de Aivars Endziņš.
Afiliada del partido conservador Frente Popular desde 1988, participó activamente en el movimiento independentista de su país y fue elegida diputado en el Parlamento de Letonia. Después de la independencia en septiembre de 1991, pasó a trabajar en el Ministerio de Relaciones Exteriores, siendo posteriormente nombrada embajadora ante Naciones Unidas (1993-1997), Francia (1997-2000), y Unesco (2000-2002).
En noviembre de 2002 fue nombrada Ministra de Relaciones Exteriores por el primer ministro Einars Repše, pero abandonó el cargo en 2004, cuando el país comenzó a formar parte de la Unión Europea, convirtiéndose en la primera Comisaria Europea de Letonia en la cartera de Agricultura y Asuntos Pesqueros (que compartiría con el austriaco Franz Fischler). Tras el fin del mandato de Romano Prodi en la Comisión Europea, Kalniete no continuaría en la Comisión Barroso, alejándose de la política activa hasta el 2006, cuando pasó a formar parte del Partido de la Nueva Era, por el que volvería a entrar al Saeima.